# Jeune-Canada
 (novembre 2008).
Si vous disposez d'ouvrages ou d'articles de référence ou si vous connaissez des sites web de qualité traitant du thème abordé ici, merci de compléter l'article en donnant les références utiles à sa vérifiabilité et en les liant à la section « Notes et références ».
Jeune-Canada était un mouvement nationaliste de droite fondé au Québec et actif pendant les années 1930. Il atteint son apogée l'année suivante, en 1933. 
Ce mouvement, d'abord nommé «Club X», fut créé en 1932 en réaction à des nominations publiques unilingues anglophones, telles que celle d'Arthur Laing au poste de percepteur des douanes à Montréal. Le Club X organisa un grand rassemblement au Gesù où l'on présenta une pétition nommée Manifeste de la jeune génération, où l'on demandait le respect, dans le cadre de la Constitution de 1867, des droits des Canadiens français. Cette pétition, qui recueillit 75 000 signatures, devait être présentée au premier ministre canadien Richard Bennett. Le mouvement adopta ensuite le nom «Jeune-Canada». 
La plupart des membres des Jeune-Canada étaient des étudiants de l'Université de Montréal qui s'étaient rencontrés au Collège Sainte-Marie où ils avaient fondé en 1927 le Cercle Crémazie, un groupe de discussion consacrée à la littérature. L'organisation n'a jamais compté plus de 20 membres, puisqu'il fallait être coopté à l'interne pour y adhérer et, malgré cela, plusieurs candidats soutenus par des membres furent refusés. Cela s'expliquerait notamment par le fait que chaque Jeune-Canada doit faire approuver préalablement ses propos publics par l'ensemble des membres, chaque Jeune-Canada s'exprimant au nom de l'ensemble du groupe. 
Se limitant d'abord à la défense des droits des Canadiens français au sein de la Confédération canadienne, Jeune-Canada devient progressivement un groupe indépendantiste à partir de l'été 1933, provoquant le départ de son premier président Pierre Dansereau. Ainsi, les Jeune-Canada militent pour l'instauration d'un État laurentien indépendant mais dont les frontières sont encore floues (province de Québec, nord de l'Ontario, provinces maritimes et possiblement la Nouvelle-Angleterre).
Jeune-Canada regroupe les futures élites qui ont contribué à faire le virage idéologique de la Révolution tranquille. Le mouvement ne fut jamais officiellement dissous ; quelques membres se manifestent encore comme Jeune-Canada en 1939. Les archives de l'organisation ont été conservées par la Fondation Lionel-Groulx.
En 1963, André Laurendeau a exprimé son repentir pour les contre-manifestations que le mouvement a organisées en 1933 pour s'opposer à ce que le Canada apporte son aide aux Juifs d'Allemagne persécutés par Hitler.
Le fonds d'archives Jeune-Canada est conservé au centre d’archives de Montréal de Bibliothèque et Archives nationales du Québec.

## Membres notoires
- Pierre Dansereau, écologiste, président en 1932
- Philippe Ferland, journaliste et politicien
- Gérard Filion, journaliste, président de 1936 à 1938
- Lucien L'Allier, père du métro de Montréal
- André Laurendeau, journaliste, président de 1933 à 1935
- Dostaler O'Leary, journaliste
- Claude Robillard, urbaniste
- Georges-Étienne Cartier,chirurgien vasculaire HDM 1907-1983
- Jean-Louis Dorais, avocat
- Paul Simard, avocat et homme d'affaires

## Appuis au mouvement
- Le Devoir, quotidien
- Édouard Montpetit, économiste
- Esdras Minville, écrivain
- Lionel Groulx, historien
- Pierre Trudeau, homme politique